# Anasterias mawsoni
Anasterias mawsoni är en sjöstjärneart som först beskrevs av Jean Baptiste François René Koehler 1920.  Anasterias mawsoni ingår i släktet Anasterias och familjen trollsjöstjärnor. Inga underarter finns listade i Catalogue of Life.